# Sankt Augustin
 Denne artikel omhandler byen Sankt Augustin. Opslagsordet har også en anden betydning, se Augustin.
Sankt Augustin er en by i Tyskland i delstaten Nordrhein-Westfalen med omkring 55.000 indbyggere. Den ligger i kreisen Rhein-Sieg-Kreis.

## Venskabsbyer
- Grantham, Storbritannien
- Mevaseret Zion, Israel
- Szentes, Ungarn.

## Eksterne links
- Wikimedia Commons har flere filer relateret til Sankt Augustin